# Palladium natif

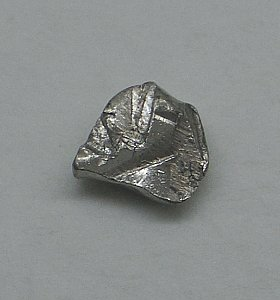
Pépite de palladium (Pd natif ciselé martelé ?) probablement artificielle

Le palladium natif est une espèce minérale naturelle, corps simple métallique, très rare de formule chimique Pd ou mieux Pd (Pt), correspondant principalement à l'élément chimique palladium noté Pd. Le palladium appartient à la classe minéralogique des éléments natifs, en particulier il s'agit d'un métal natif. Il est presque toujours associé intimement à des teneurs appréciables (parfois de l'ordre du cinquième) au platine, mais aussi à des teneurs nettement plus faibles d'autres platinoïdes comme l'iridium, l'osmium, le ruthénium, le rhodium ou encore de fer, d'argent, d'or, de cuivre... 
Il se présente le plus communément en paillettes, grains, pépites, masses granulaires dans des concentrés minéraux en milieu ultrabasique intrusif, opaques à éclat métallique blanc argent, avec les minerais platinifères, de même que dans les principaux placers fluviaux ou marins, actuels ou fossiles, de platine natif. 

## Historique de la description et de l'appellation
Le topotype est représenté par les mines et placers de Bom Sucesso Creek, sur le Serro Frio ou à Cerrado Frio, près de la localité d'  	Itabria dans la province de  Minas Gerais, au Brésil.
Le corps simple, aux propriétés très similaires au platine, et l'élément a été découvert, avec le rhodium, par le médecin britannique, chimiste et physicien, Wollaston en 1803, à partir du traitement par l'eau régale de "platine brut" colombien.
Les minéralogistes admettent cette espèce platinoïde native quelques années après la découverte de l'élément.
La variété "palladium platinifère" est assimilé au palladium natif, ainsi que celle du  "palladium iridié".

## Cristallographie et cristallochimie
La maille de son système cristallin est cubique à faces centrées. Il s'agit d'une maille cubique compacte, bien que la densité soit moyennement élevée. 
Le minéral fait partie en quatrième position du groupe du platine, rassemblant des éléments natifs métalliques dit platinoïdes au sens chimique mais de même groupe de symétrie. Il s'agit de l'iridium natif et du rhodium natif, et en premier lieu du platine natif selon la classification de Dana. Il figure en première position dans la classification de Strunz alors que le platine natif prend la quatrième place.
Il existe des solutions solides ou séries de composition continues entre le palladium natif Pd et l'argent natif Ag, entre le Pd et le cuivre natif Cu, et entre les trois cités. Parmi les alliages (Pd,Cu), certains semblent être parfois prépondérant à la composition moyenne PdCu4 .

## Propriétés physiques et chimiques, toxicologie
Ce métal blanc à blanc gris métallique de la famille des "platinoïdes légers" avec le ruthénium et le rhodium argent est modérément dense. Il s'agit d'un métal assez dur (il raie le fer), assez bon conducteur de la chaleur et de l'électricité. Le pouvoir réflecteur est assez élevé, mais plus faible que celui de l'iridium.
Ce métal, stable à l'air, est malléable et ductile. Il est possible à l'artisan d'étirer le corps simple palladium, sans difficulté dans les filières utilisées pour l'or ou le platine, et de lubrifier le fil obtenu au savon. Le travail à la forge est possible, sa dureté s'accroît par écrouissage. Les lames sont minces et élastiques. 
Il est laminable à froid à l'instar de l'or. Il est possible d'obtenir des feuilles minces de 10 -4 mm d'épaisseur. Les récipients ou les tôles en palladium sont poreuses surtout à chaud au gaz hydrogène.
Il montre une grande résistance à la corrosion. Chauffé vers 300 °C, il se forme rapidement à sa surface des oxydes passivants, type oxyde de palladium PdO, corps chimique solide instable au-delà de 900 °C. Il est infusible et inaltérable au chalumeau de faible puissance thermique. 
Le palladium réagit chauffé à incandescence avec le fluor et le chlore en donnant des fluorures et des chlorures. Il réagit avec les autres halogènes. Il réagit avec le soufre, il fond au feu de réduction. Mais il réapparaît en métal au feu d'oxydation, car le soufre s'oxyde et se libère.
Ce corps simple métal blanc argent est insoluble dans les alcalis et dans les acides forts, à l'exception de l'eau régale et surtout de l'acide nitrique et de l'acide sulfurique à chaud (d'autant plus aisément s'il est divisé). Dans ces derniers cas, on obtient des oxydes rouge foncé et des sulfates de palladium.
Ses alliages avec le platine, et surtout l'iridium et le rhodium présente une grande dureté recherchée. Il est connu pour ses alliages techniques avec le cuivre. Les alliages PdAgCu sont durs et résistants à la corrosion. Il existe une gamme d'alliages à base d'Au et de Pd (avec des constituants mineurs) qualifiés d'or blanc par les chimistes ou or gris par les joailliers. Notez que l'or blanc au sens commun est un alliage d'or et de palladium utilisé par exemple en dorure à la feuille.
Il présente des propriétés catalytiques assez similaires au platine. Divisé ou obtenu chimiquement à l'état de noir de palladium ou de mousse de Pd, il est un agent catalytique, mais aussi en phase homogène, il le demeure par exemple pour l'hydrogénation des alcènes. La réaction de Lindlar est une hydrogénation des alcynes en alcènes, grâce à un catalyseur de palladium empoisonné par du sulfate de baryum.
La mousse de platine est un puisant catalyseur d'hydrogénation. Le gaz hydrogène pénètre dans la structure poreuse, et fait mousser et gonfler cette dernière. Un millilitre de mousse adsorbe (capte) environ 900 mL de gaz hydrogène. À température ambiante, le noir de Pd adsorbe jusqu'à 1200 fois son volume de gaz hydrogène. Cette adsorption chimique est remarquable, même si les solutions colloïdales fixent jusqu'à 3000 volumes équivalents. 
Il peut être aussi un catalyseur de déshydrogénation. Comme catalyseur d'oxydation, il est présent dans les pots d'échappement des moteurs à explosion.

### Analyse, distinction
Impuretés communes Pt, Ir, Pb, Sn, Bi, Sb, Hg
La détection chimique, par attaque chimique, peut être coûteuse et laborieuse. Les méthodes de caractérisations physiques sont plus pertinentes, par exemple par spectres d'émission UV ou par fluorescence X. Dans ce dernier cas, la composition d'une alliage de divers platinoïdes peut être connu à 0,001 % près.

### Toxicité
Les alliages à base de palladium peuvent être toxiques, comme les études en dentisterie (couronne dentaire par exemple en or blanc ou alliage AuPd, autres alliages AgAuPd, AgPd) entre 1990 et 1992 l'ont prouvé en Allemagne. Le palladium présent dans l'organisme humain, actif à très faible quantité sous forme de dérivés organo-métalliques, provoque dépression, douleurs articulaires, maux de tête et chute de cheveux.

## Gîtologie, occurrences et gisements
Il apparaît le plus souvent au stade primaire dans les gîtes associés aux roches magmatiques éruptives ultrabasiques, associés aux platinoïdes.
Ce sont des roches (ultra)mafiques, c'est-à-dire des roches basiques à ultrabasiques, qui livrent quelques échantillons microscopiques inclus de palladium natif. Ainsi dans les chromites.
Après érosion des gisements, ces fins morceaux et particules se retrouvent avec le sable des placers. Les placers des rivières aux sables potentiellement aurifères ou platinifères (gisements secondaires typiques) dévoilent quelques micropaillettes. Les grains de palladium natif, visibles à l'œil nu ou au microscope, sont parfois accolés au grains de platine ou d'autres platinoïdes, voire insérés dans le platine natif. 
Dans le minerai de nickel notamment à base de pentlandite, du bassin de Sudbury, exploité en Ontario, divers platinoïdes sont disséminés à des teneurs faibles mais assez intéressantes à récupérer au cours des étapes du traitement, le platine est estimé à 35 g/tonne de minerai, le palladium à 29 g/tonne de minerai alors que le rhodium n'atteint que 3 g/t, le ruthénium 1,4 g/t et l'iridium 0,7 g/tonne de minerai.
Le palladium natif peut être le résultat de l'oxydation de divers sulfures contenant du palladium.
Minéraux associés : métaux natifs, chromite, stibiopalladinite Pd5Sb2, alliage à base de Pt (sysertskite, newjanskite), alliage à base de Ru, sperrylite PtAs2, cooperite PtS.

### Gisements relativement abondants ou caractéristiques
- Afrique du Sud

Bushveld de l'ouest ou Bushvoeld Complex, Province du Nord-Ouest
- Australie

PLacers de la rivière Little Nymboida (Alluvions de la Petite Nymboide), comté de Fitzroy en Nouvelle-Galles du Sud
Colline Serpentine, district Zeehan, Tasmanie
- Brésil
- Bulgarie
- Canada

Thunder Bay, Ontario
- Chine

Province autonome du Tibet
- Espagne
- États-Unis

Salmon river, Goodnews Bay, Alaska
Caroline du Nord
Stillwater complex, Montana
- Grèce

Mines Korydallos, Complexe ophiolitique des Monts Pindes, Épire
- Norvège
- Oman
- Pologne
- Russie

Oural
- République Démocratique du Congo

District cuprifère de Kolwezi, Katanga

## Usages
Un échantillon de roche incluant du palladium natif peut être objet et pièce de collection.
Mais le palladium commercial est essentiellement un produit de récupération de divers traitements de minerais de fer, de cuivre, de nickel et de chrome. C'est essentiellement un sous-produit de la métallurgie du nickel.
Il s'agit d'un métal relativement précieux par sa rareté et ses usages restent assez variés, à l'instar de ceux des platinoïdes. Le palladium, surtout en alliage, peut servir comme revêtement anti-corrosion (ressorts, paliers, ancres d'horlogerie...), à la fabrication de revêtement de miroirs astronomiques, de projecteurs de cinéma, d'alliage pour pignons ou d'implants chirurgicaux, comme composant de pyromètre de précision ou thermocouple, mais aussi comme catalyseurs. 

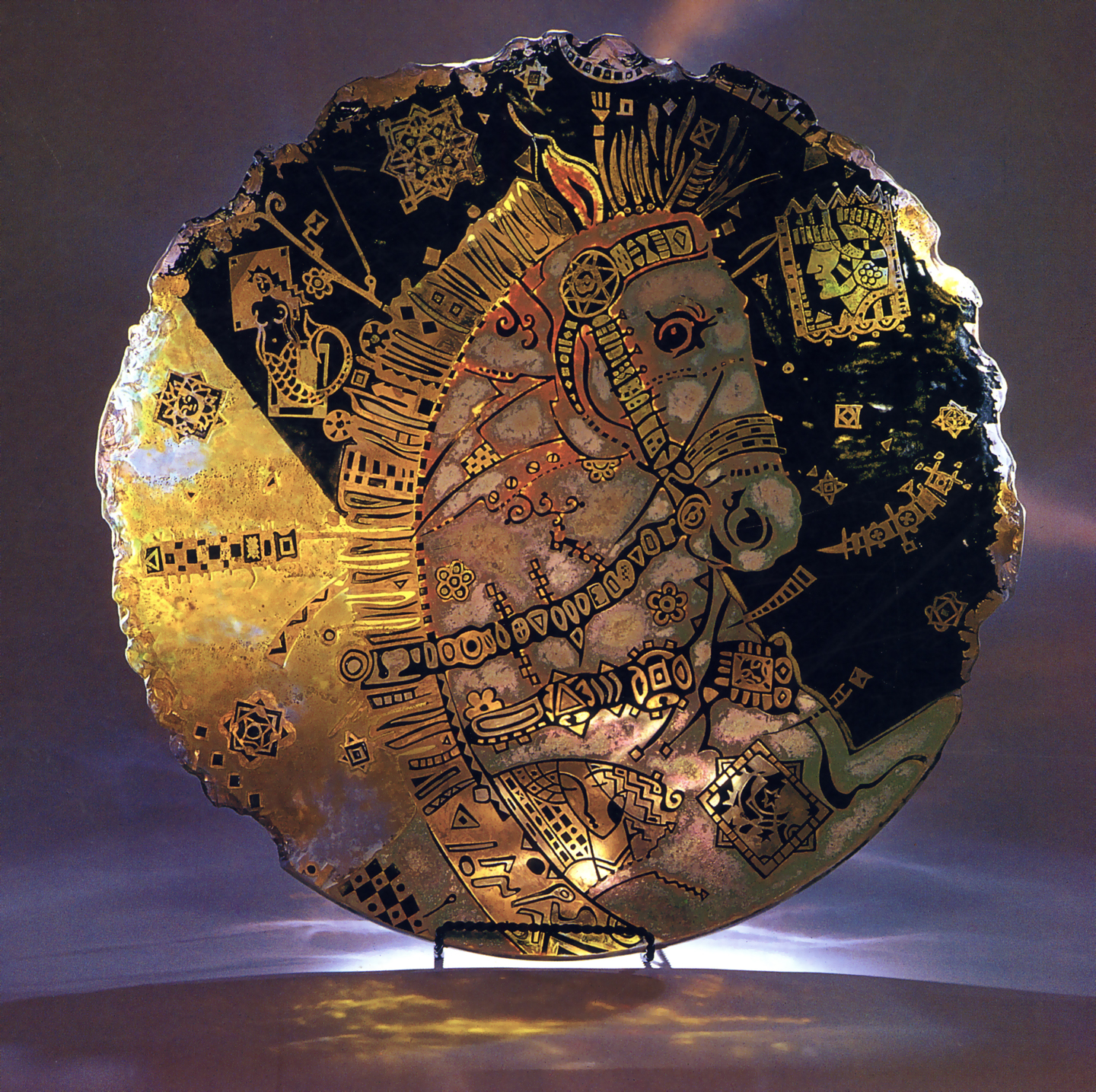
Coupe de verre impériale, à base de poudre de verre fondue, recouverte d'émaux et de poudres de platine, fixés par recuit, puis de feuilles d'or et de palladium (art céramique récent, s'inspirant librement de l'art hellénistique, avec symboles protecteurs, statuette ou palladium et tête cheval d'Alexandre)

Ses alliages avec le platine et le palladium sont durs et résistants. Ils servent également en bijouterie ou en placage (anticorrosion), à la confection d'outillages de laboratoire comme des pinces ou des creusets, d'électrodes, de contacts électriques, de bougies de moteurs d'avions, de revêtement de miroirs (astronomiques). Ils jouent sous forme de dispersion ultrafine un rôle de catalyseurs, par exemple dans les pots catalytiques des automobiles.
Les alliages avec l'or, l'argent ou le cuivre sont connus.
L'alliage AuPd est nommé or blanc. Il a pu être utilisé en dentisterie comme couronne dentaire.